# Šúr
Šúr (označovaný též jako Jurský Šúr) je národní přírodní rezervace na Slovensku nedaleko Bratislavy v katastrálním území města Svätý Jur v okrese Pezinok.
Předmětem ochrany je mokřad s výskytem vzácné flóry a fauny v prostředí izolovaného zbytku původního bažinatoslatinné olšiny s rašeliništěm. Součástí NPR je i řídký dubovojilmový les nazývaný Panonský háj. Lokalita byla 2. července 1990 zařazena do seznamu Ramsarských lokalit mezinárodního významu.

## Historie
Šúr je ojedinělým přírodním úkazem se zvláštním způsobem vzniku. Vznikl zhruba před deseti tisíci lety, v mladších čtvrtohorách, v prohlubni podél východních svahů Malých Karpat. Tato prohlubeň vznikla tektonickou činností a naplňovala se vodou přitékající z malokarpatských svahů a Dunaje. Vzniklo tak rozlehlé, ale velmi mělké jezero, které se postupně zanášelo štěrkem, pískem a hlínou. V mělké vodě se dařilo rostlinám, které postupně odumíraly a usazovaly se na dně. Tlením se z nich vytvářela rašelina. Tak postupně vznikl Šúr, neprůchodný močál zarostlý stromy a jiným rostlinstvem, v průběhu roku často zalitý vodou.
Šúr sahal od Bratislavy po Modru a Bernolákovo. Močály tvořily přirozenou zásobárnu zvěřiny a ptactva pro obyvatele okolních obcí. Zároveň tvořily i rezervoár pitné vody, ale poněvadž byly překážkou pro rozšiřování zemědělských ploch, už ve středověku bylo usilováno o jejich vysušení. To se však dělo pouze v malém měřítku a Šúru to podstatně neublížilo.
V roce 1896  byl přes Šúr vybudován kanál, který přispěl k podstatnému snížení hladiny jeho vod. Kanál se po čase zanesl a voda stoupla na původní úroveň. Už tehdy přírodovědci upozorňovali na mimořádnou hodnotu jeho fauny i flóry. Navzdory úsilí o jeho záchranu vznikl v roce 1929 vládní projekt na úplnou likvidaci Jurského Šúru. Kvůli hospodářské krizi byl pozastaven, ale už v letech 1941 až 1943 byl vykopán další kanál, který odvedl vody z přitékajících potoků a Šúr téměř úplně vyschl. Začalo se zde dařit požárům.
Teprve v roce 1952 se ochranářům podařilo dosáhnout toho, že rezervace byla vyhláškou ministerstva školství, věd a umění prohlášena za chráněné území. Šúr je největší zbytek vysokokmenného bažinatoslatinného lesa, přičemž je pravděpodobně posledním a jediným původním biotopem tohoto typu ve střední Evropě.
Přírodní hodnoty jedinečného území byly v minulosti narušeny několika negativními faktory, z nichž většina působí dodnes. Rozhodujícím negativním faktorem z hlediska existence mokřadních společenství bylo narušení vodního režimu v důsledku odvodnění. Za druhou poloviny 20. století nebyla tomuto problému věnována dostatečná pozornost a mokřadní společenstva v rezervaci proto trpí nedostatkem vody. V roce 2003 začala realizace projektu na obnovu vodního režimu. Projekt realizovala Asociace průmyslu a ochrany přírody.

## Přírodní poměry
Hodnotné jsou i zbytky mokrých a rašelinných luk po obvodě olšového lesa a teplomilné jilmové doubravy Panonského háje. Roste zde několik desítek vzácných, chráněných a existenčně ohrožených druhů rostlin. V roce 1972 byl na lokalitě nalezen nový druh pijavice Batracobella slovaca a roku 1991 mšice Stomaphis bratislavensis. V rezervaci bylo nalezeno 82 druhů měkkýšů.
Šúr je významným nalezištěm chráněných druhů obojživelníků a plazů a neméně významným místem pro hnízdění ohrožených druhů ptáků. Většina z těchto druhů je chráněná Bernskou konvencí, kterou podepsala i Slovenská republika. Některé druhy jsou chráněné i podle dalších mezinárodních smluv. Na území rezervace žije např. vícero druhů netopýrů, které jsou chráněné Bonnskou konvencí a též Dohodou o ochraně netopýrů v Evropě.
Podél severozápadního a jihozápadního okraje rezervace vede odvodňovací Šúrský kanál.

## Biologická stanice Šúr
Biologická stanice Šúr je pracovištěm Katedry ekologie Přírodovědecké fakulty Univerzity Komenského v Bratislavě. Stanice poskytuje prostory pro realizaci skupinových terénních prací a exkurzí, jakož i na realizaci diplomových prací studentů. Kromě toho se zapojuje do pedagogické a vědeckovýzkumné práce Katedry ekologie. Nezanedbatelnou činností stanice je i odchov ohrožených druhů původní fauny Slovenska.

## Přístup
Jihozápadní částí rezervace vede naučná stezka Přírodní klenoty Šúru, dlouhá asi 2,5 kilometru.

## Fotogalerie

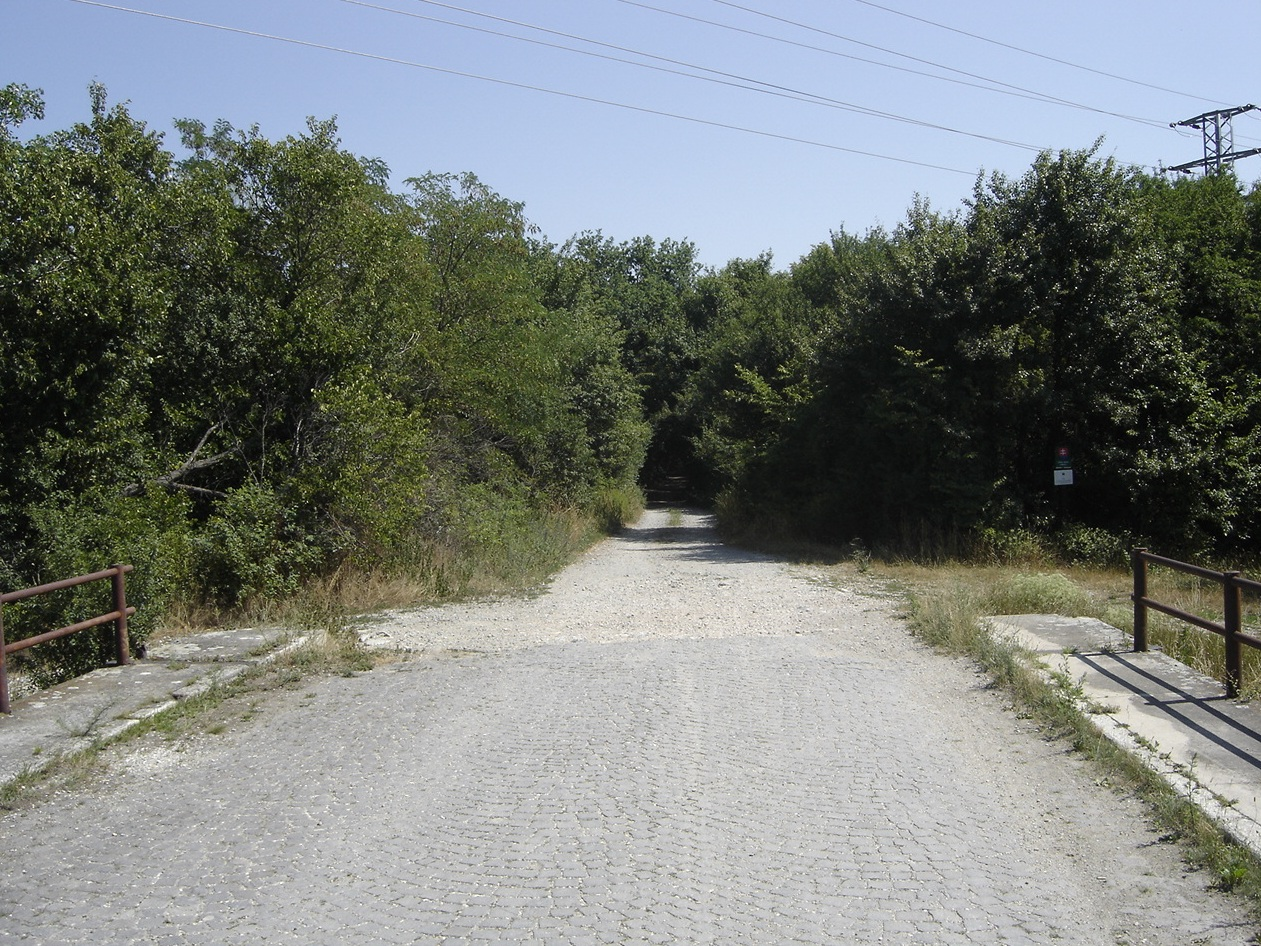
Vjezd do Šúru ze západu
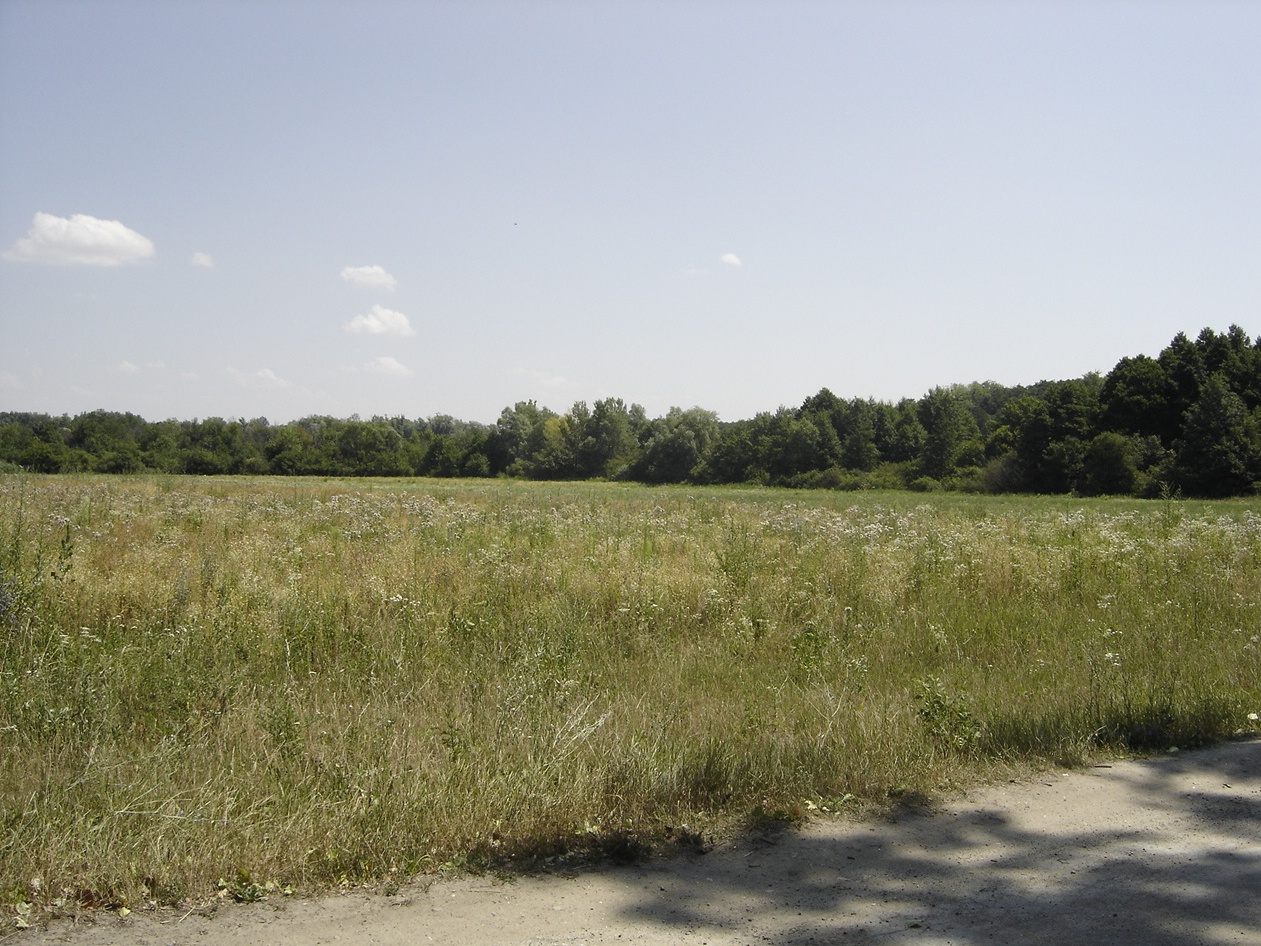
Pohled na Šúr ze severu
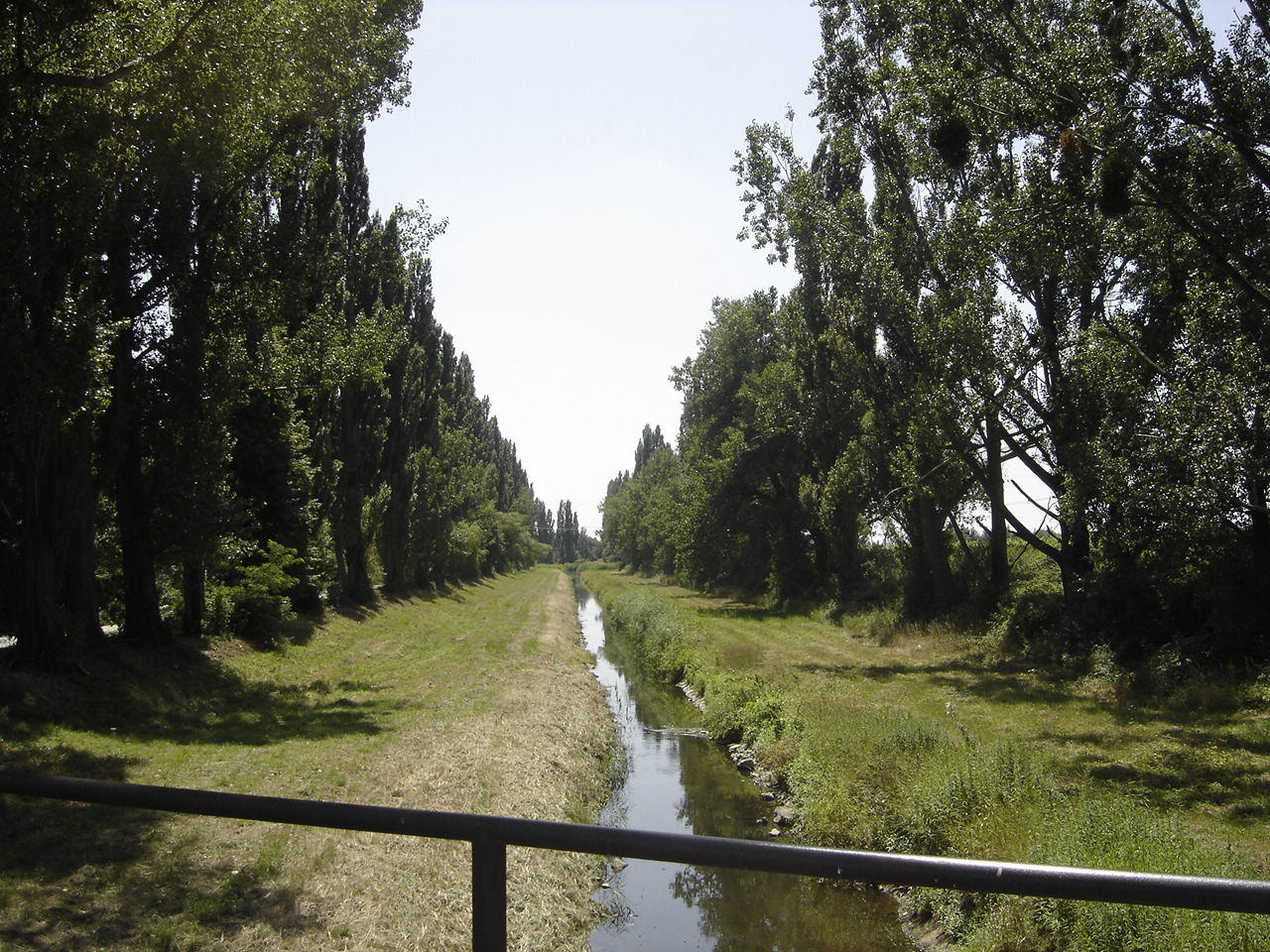
Kanál na severním okraji Šúru
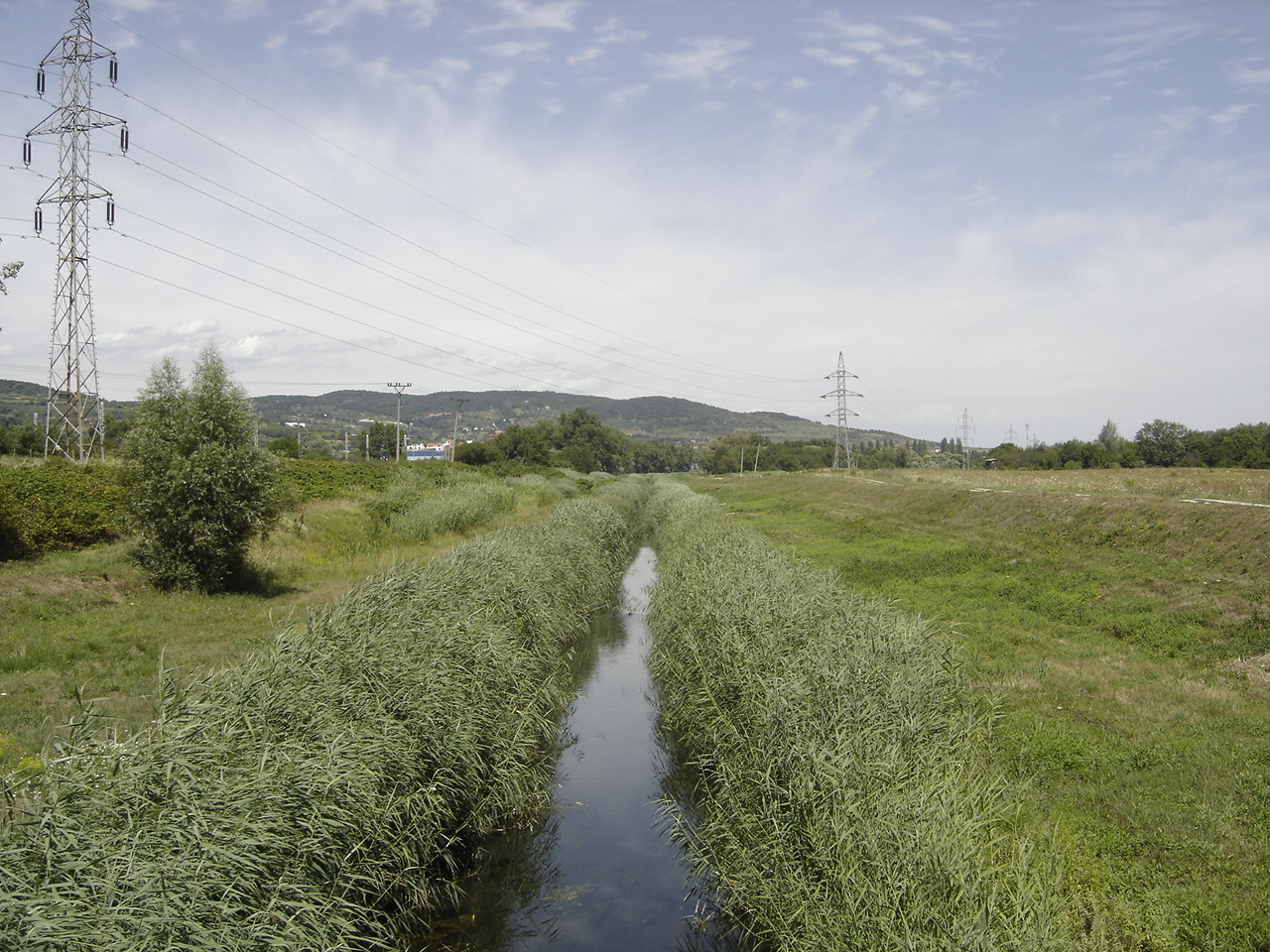
Kanál na severním okraji Šúru
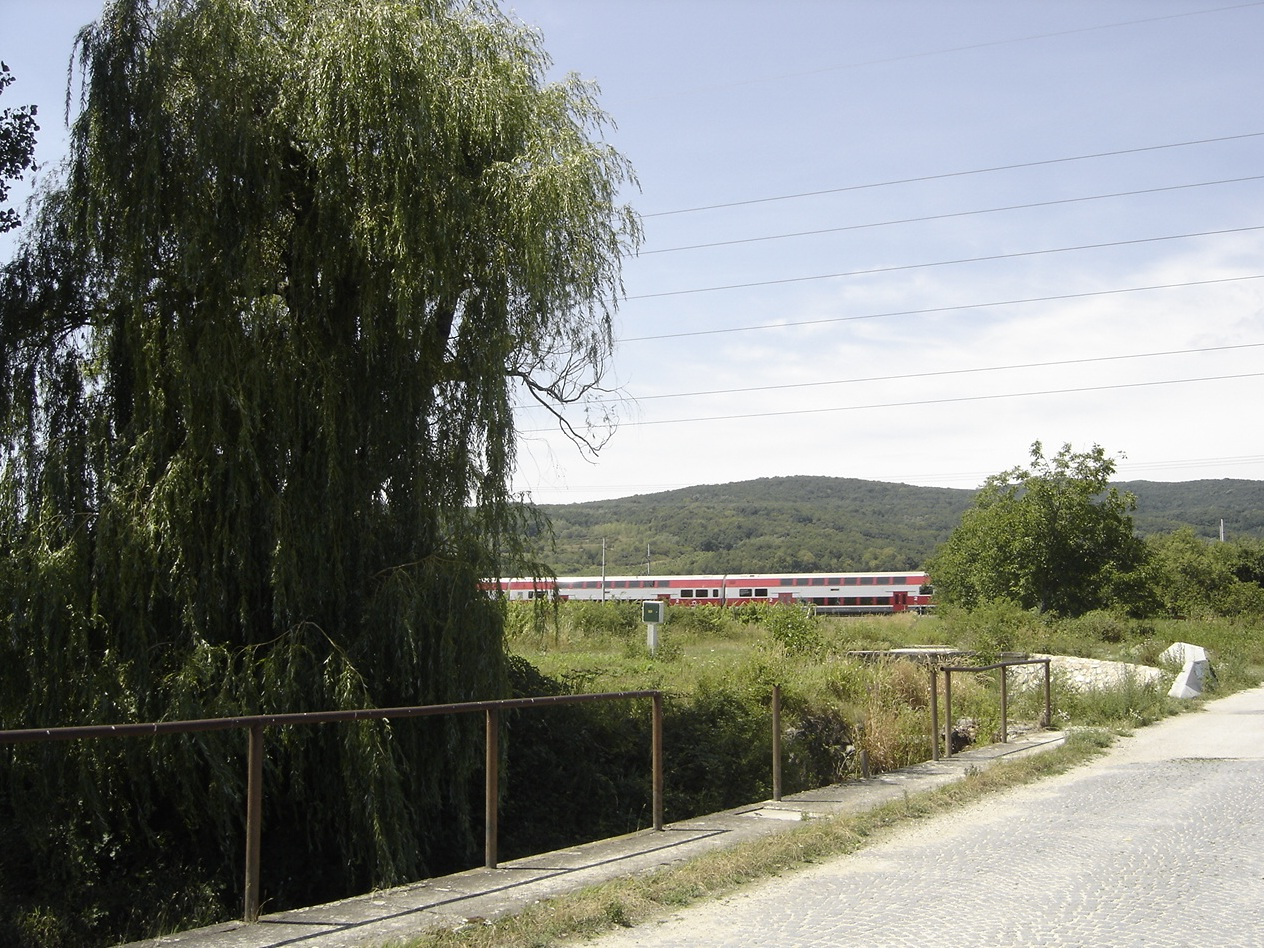
Železnice na severním okraji mezi Bratislavou a Svätým Jurem
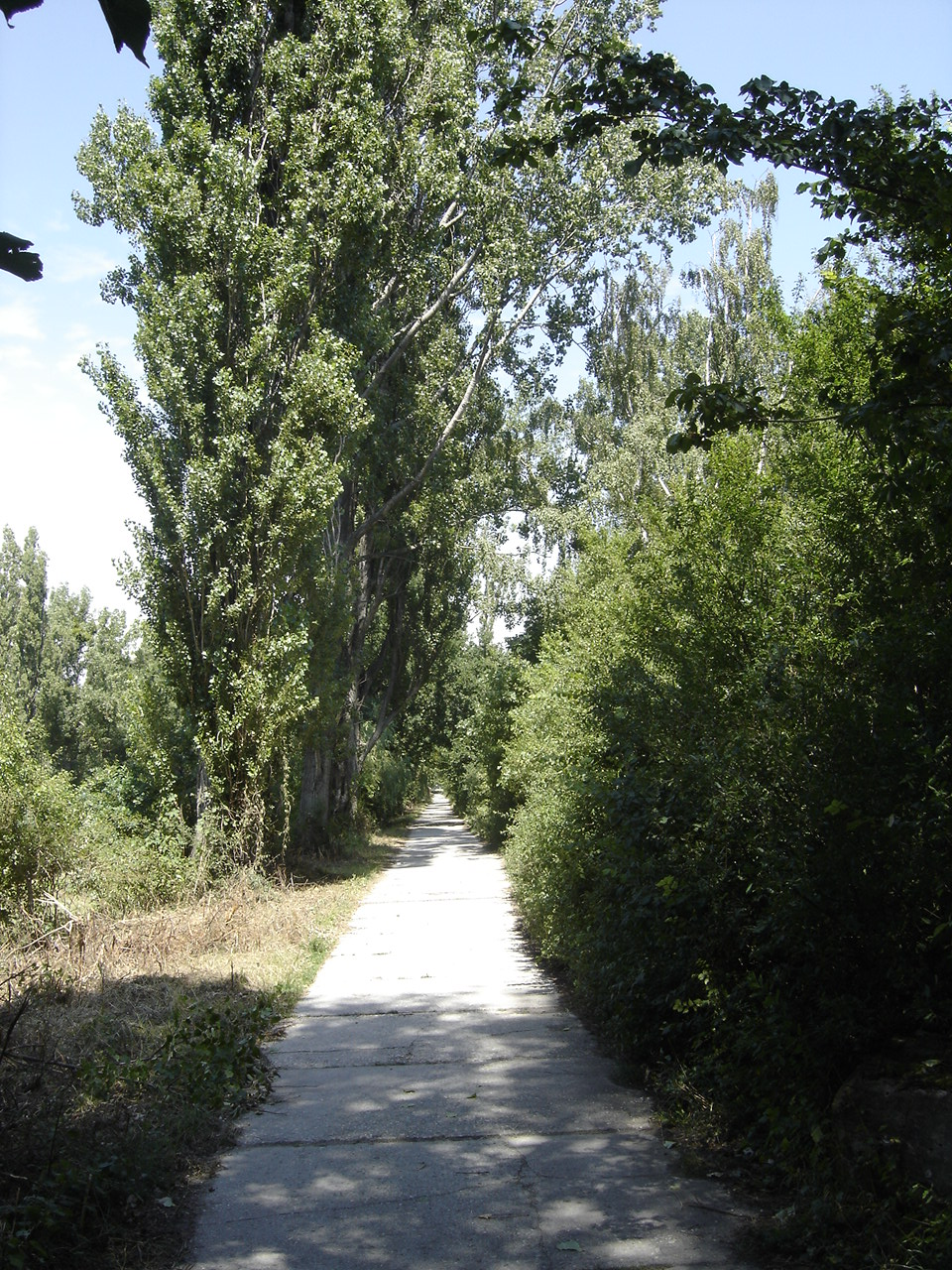
Panelová cesta s topoly na severním okraji Šúru
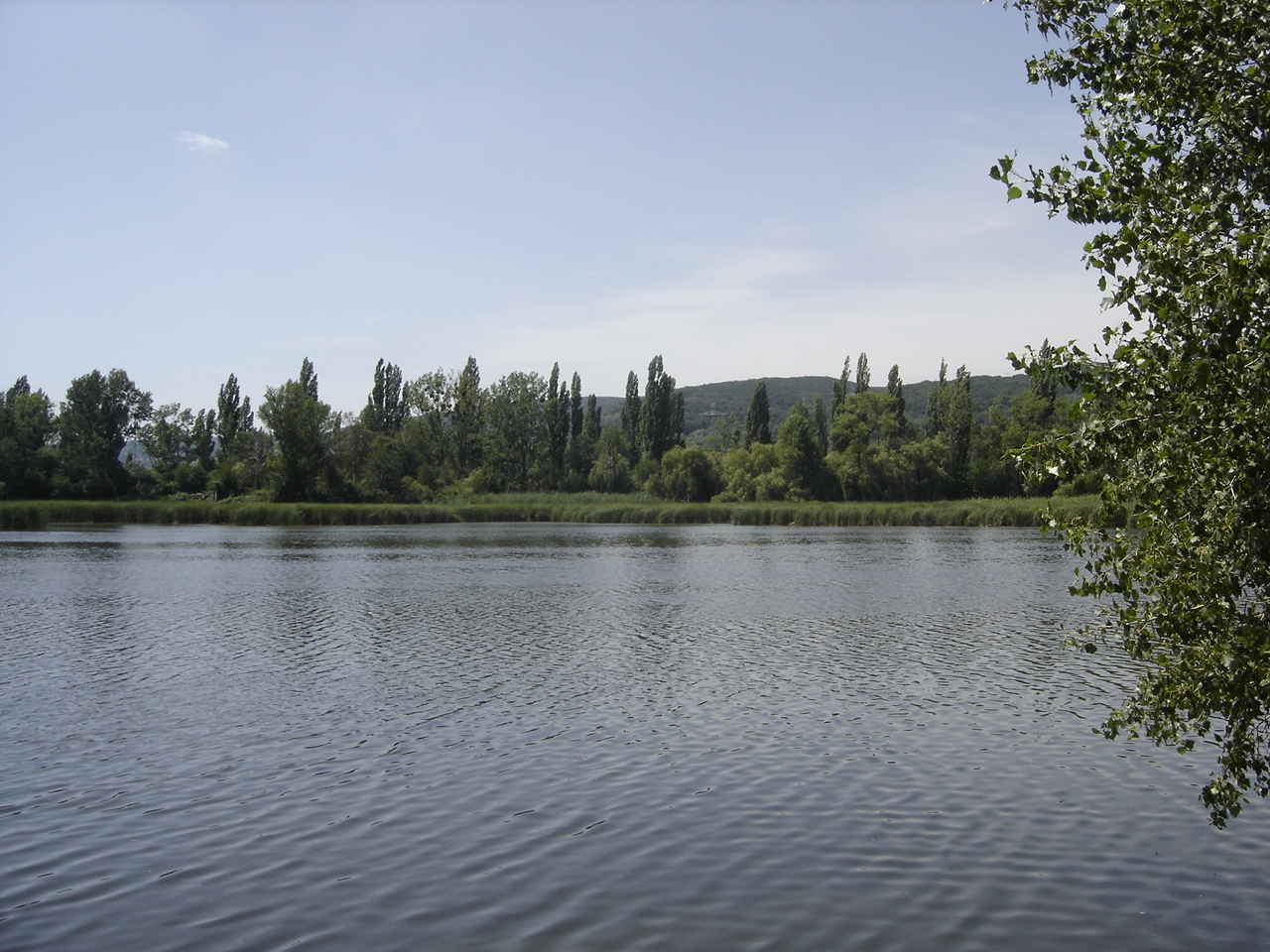
Jeden ze dvou rybníků (větší)
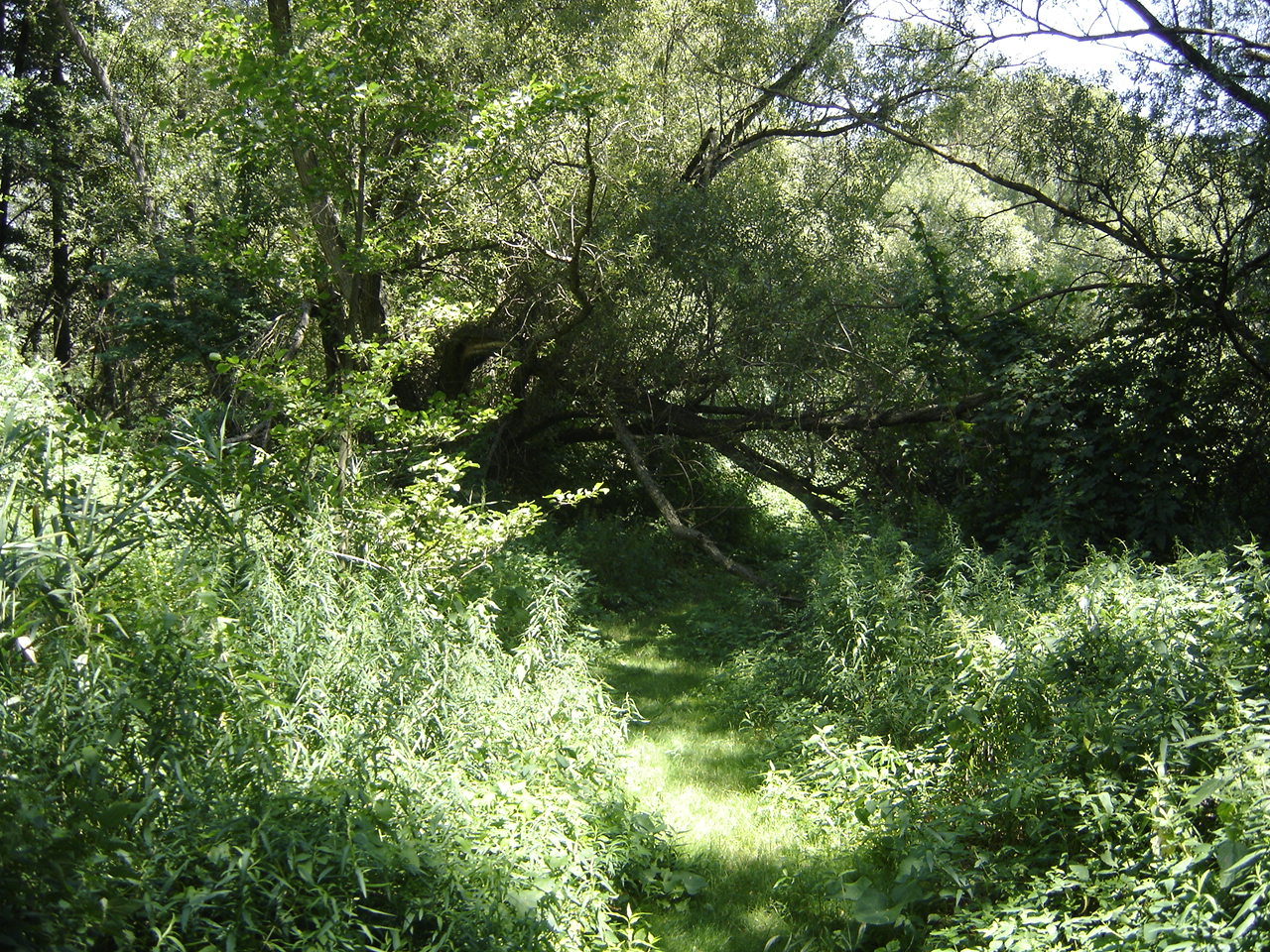
V Šúru
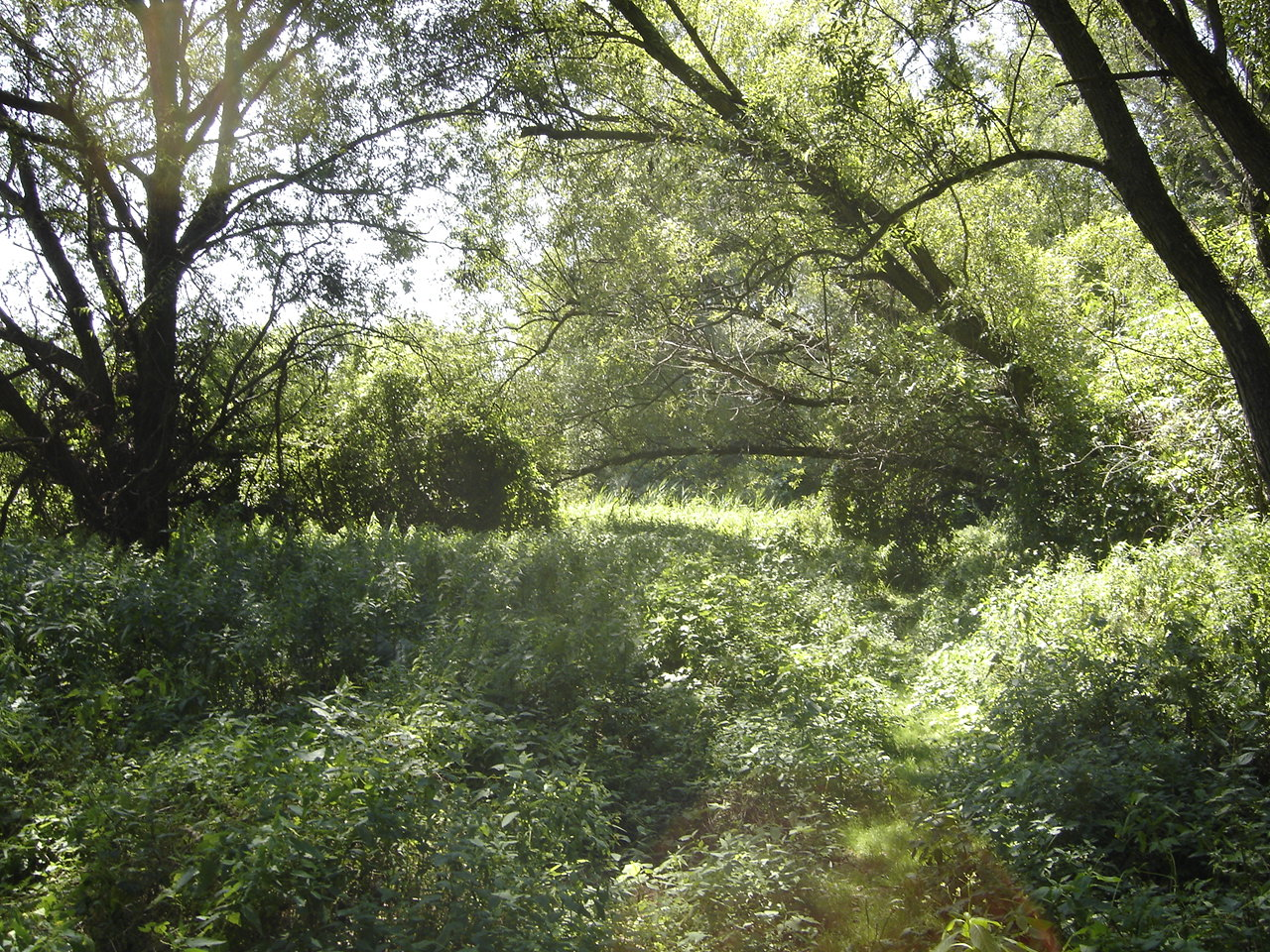
V Šúru